# ماتئوس خسوس
ماتئوس خسوس (انگلیسی: Matheus Jesus؛ زادهٔ ۱۰ آوریل ۱۹۹۷) بازیکن فوتبال اهل برزیل است.
از باشگاه‌هایی که در آن بازی کرده‌است می‌توان به باشگاه فوتبال سانتوس، باشگاه فوتبال گامبا اوساکا، باشگاه فوتبال رد بول براگانتینو، باشگاه فوتبال پونته پرتا، باشگاه ورزشی اشتوریل پرایا، باشگاه ورزشی پورتیموننزه، و باشگاه فوتبال کورینتیانس اشاره کرد.
وی همچنین در تیم ملی فوتبال زیر ۲۰ سال برزیل بازی کرده‌است.